# Error and Loss (Morris)
Error and Loss – wiersz angielskiego myśliciela, artysty plastyka i poety Williama Morrisa, opublikowany w tomie Poems by the Way. Love is Enough, wydanym w 1896. Utwór charakteryzuje się przygnębiającym nastrojem. Opowiada o tym, jak ludzie nie mogą się spotkać, mimo że się nawzajem poszukują. Podmiot liryczny wiersza najpierw rozmawia z dziewczyną, która pyta go o wyczekiwanego mężczyznę, a kiedy ona odchodzi i znika w ciemnym lesie, spotyka tegoż mężczyznę, który bezskutecznie próbuje znaleźć ową dziewczynę. Utwór jest napisany strofą królewską (rhyme royal), czyli zwrotką siedmiowersową, układaną jambicznym pięciostopowcem, to znaczy sylabotonicznym dziesięciozgłoskowcem, w którym akcenty padają na parzyste sylaby wersu. Składa się z pięciu zwrotek.

Upon an eve I sat me down and wept,
Because the world to me seemed nowise good;
Still autumn was it, and the meadows slept,
The misty hills dreamed, and the silent wood
Seemed listening to the sorrow of my mood:
I knew not if the earth with me did grieve,
Or if it mocked my grief that bitter eve.

Omawiany wiersz był wcześniej ogłoszony pod tytułem A Dark Wood w czasopiśmie Fortnightly Review.